# Булгаков, Александр Иванович
Алекса́ндр Ива́нович Булга́ков (1815—1836) — русский писатель

, драматург, водевилист, поэт, переводчик,  и педагог; один из авторов «Энциклопедического лексикона».

## Биография
Родился в 1815 году в Малороссии. Первоначальное образование получил на родине, а затем был привезен в Петербург и отдан в Корпус горных инженеров. Уволенный из этого учебного заведения по слабости здоровья, Булгаков в январе 1831 года поступил в Императорский Петербургский университет, где на историко-филологическом факультете его товарищами были В. Григорьев и П. Савельев.
Ещё во время пребывания в Горном корпусе Булгаков обнаруживал влечение к литературным занятиям и написал несколько драматических произведений. Университетские лекции профессора А. В. Никитенко ещё более усилили в нём любовь к этого рода деятельности и привлекли его к изучению различных областей драматического искусства, главным образом, комедии. Немалое влияние оказали на Булгакова и лекции профессора философии А. А. Фишера.
Ещё будучи студентом университета, А. Булгаков получил возможность поставить на петербургской сцене переделанный им с французского водевиль «Артист», который, благодаря прекрасной игре актёра Николая Дюра, имел большой успех. Тогда Булгаков посвятил себя исключительно переводу и переделке с французского фарсов и водевилей парижского репертуара и почти совсем оставил свои опыты в области оригинальной комедии.
Окончив в 1834 году университет, Булгаков начал читать в Петербургском театральном училище теорию драматического искусства (его первая вступительная лекция была напечатана в том же году в «Сыне Отечества»). Булгаков преподавал также словесность в Павловском военном училище, а затем в Первом кадетском корпусе.
Под влиянием советов П. А. Плетнёва, А. В. Никитенко и других известных писателей, А. И. Булгаков деятельно продолжал изучение европейской драмы. После основательного изучения французского и итальянского театра, он стал изучать немецкую драму и вместе с тем начал готовиться к изучению драматического искусства Испании и Англии усвоением языков этих стран.
Сотрудничая в «Энциклопедическом лексиконе» петербургского книгоиздателя А. А. Плюшара, Булгаков поместил там несколько больших статей, как, например, «Артист», «Балет» и другие. Примерно в то же время Булгаков задумал план большого литературного предприятия — издания в переводах с подлинников, в хронологическом порядке, образцовых драматических произведений всех народов, начиная с греков и римлян, подобно парижскому изданию «Chefs d’oeuvres des théâtres étrangers»; Булгаков привлек к участию в этом издании многих известных писателей и ревностно принялся за дело, но смерть не дала ему осуществить этого предприятия.
В конце жизни Булгаков решил оставить занятия переводом и переделкой водевилей и приняться за обработку многих начатых оригинальных комедий, отличавшихся неподдельным юмором, но так и не успел ничего напечатать. Из большого количества его переводных пьес, шедших на петербургской сцене, были напечатаны: «Два мужа» (СПб., 1834 г.), «Тише едешь, дальше будешь, или Бенефисная пьеска» (СПб., 1835 г.), «Артист» (СПб., 1834 г.), «Дебютант, или Страсть к театру» (СПб., 1836 г. - подражание французской пьесе), «Жена соседа, или Мужья в западне» (СПб., 1836 — водевиль Шарля Денуайе), и «Близнецы, или Счастие несчастливца». Кроме этих пьес, в «Библиотеке для чтения» и в «Сыне Отечества» было напечатано несколько его стихотворений. На стихотворения Булгакова П. С. Фёдоровым были написаны романсы: «Прости меня, прелестное созданье» и «Прости меня!» 
Умер осенью 1836 года в Санкт-Петербурге в Обуховской больнице, по словам русского историка А. В. Экземплярского, «подкошенный сильной романической любовью к молодой певице, так же, как и он, скончавшейся преждевременно».